# Krummhörn
Krummhörn (en baix alemany de Krummhörn) és un municipi del districte d'Aurich a Frísia Oriental (Baixa Saxònia, Alemanya. El 31 de desembre de 2012 tenia 12.344 habitants. Després de la reorganització administrativa del 1972 Pewsum va esdevenir el centre administratiu del nou municipi creat de dinou antics municipis. Les principals activitats econòmiques són el turisme i l'agricultura. Musicalment és coneguda per a la seva col·lecció d'orgues que cobreixen quasi set segles d'història de la música.
El nom és compost dels mots baix alemanys krumm (torçut) i hörn que significa cap o regió, i s'explica per a la forma torçuda de l'antiga península com es veu encara en mapes antics.

## Geografia
L'estuari de l'Ems al sud, l'inici de la plana de marea del Mar de Wadden a l'oest i la badia Leybucht formen les fronteres naturals del municipi. És regat per una xarxa de weterings, del qual els principals són el Neues Greetsieler Sieltief, Knockster Tief, Pilsumer Tief i Abelitz que són parcialment navegables per a petites embarcacions turístiques i esportives. Aquesta xarxa tenia un paper econòmic pel transport fins a la construcció del ferrocarril cap a Emden el 1899 (avui desaparegut) i més tard l'eixamplament de les carreteres.
Geològicament, el terra va crear-se per sedimentació natural i des de l'edat mitjana per l'assecament artificial dels pòlders per la construcció de dics i rescloses de desguàs. Una gran part del terra es troba sota el nivell mitjà del mar. El llac Freepsumer Meer (-2,5 m), assecat al segle xviii, de 1983 a 1988 va ser considerat com el punt més baix d'Alemany, aquest rècord ara escau a Neuendorf-Sachsenbande (-3,54 m) a Slesvig-Holstein. Les aigües de pluja (805 mm/m²) s'evacuen per dues grans rescloses de desguàs marítimes, reforçades amb estacions de bombament, el Leysiel a Greetsiel i el Siel und Schöpfwerk Knock a Wybelsum, un antic municipi, ara integrat a la ciutat d'Emden.

## Economia
Després de la guerra la mecanització de l'agricultura va capgirar l'economia i les estructures socials: de 42,8% el 1950, l'ocupació del sector primari va baixar a 26,1% en només quinze anys. La industrialització, liderat per la creació d'una fàbrica de Volkswagen a Emden va millorar la situació de moltes famílies d'antics bracers. El desenvolupament del sector turístic va ser un segon factor. Malgrat això, des de l'inici del segle, el municipi té una evolució demogràfica negativa: en quinze anys va perdre un 5% dels seus habitants, sobretot en els grups més joves. Segons les previsions podria baixar fins a només 10.500 el 2024.
Al nucli de Greetsiel hi ha un port de peix i esportiu. Al polígon industrial va establir-se De Beer, una de les rares empreses amb activats supraregionals, especialitzada en la transformació de crangon crangon. A Pewsum hi ha un segon polígon, principalment ocupat per a empreses de serveis de proximitat.

## Història

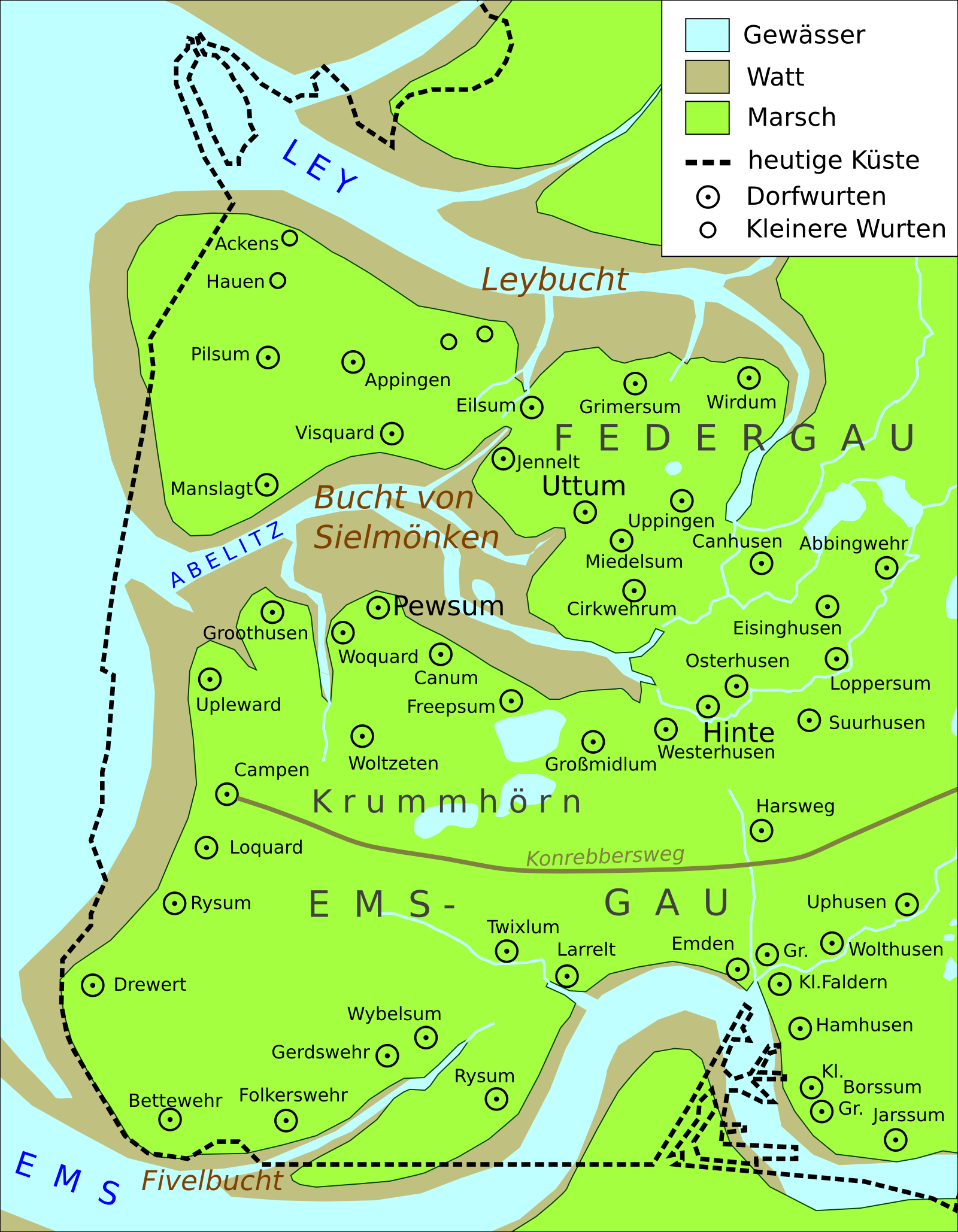
El Krummhörn vers l'any 800, en puntejat la línia de la costa actual

Els primers assentaments daten del Neolític: eren pobles construïts a pujols artificials (frisó terp o alemany warft), desguassats per l'apregonament dels priels naturals, per aprofitar el terra argilós molt fèrtil. La majoria va ser abandonada durant les invasions bàrbares. Al segle VIII els frisis van repoblar els pobles abandonats i crear-ne de nous, fets de masos, i aviat els primers assentaments comercials a Groothusen, Grimersum i Emden. En aprofitar de la fertilitat de la zona, en quasi cada poble uns camperols van enriquir-se i construir burgs cada vegada més luxosos, dels quals encara uns quants romanen parcialment avui. La nissaga dels Cirksena amb seu a Greetsiel, va esdevenir la més important i van esdevenir des del 1464 comtes del nou Comtat de Frísia Oriental.

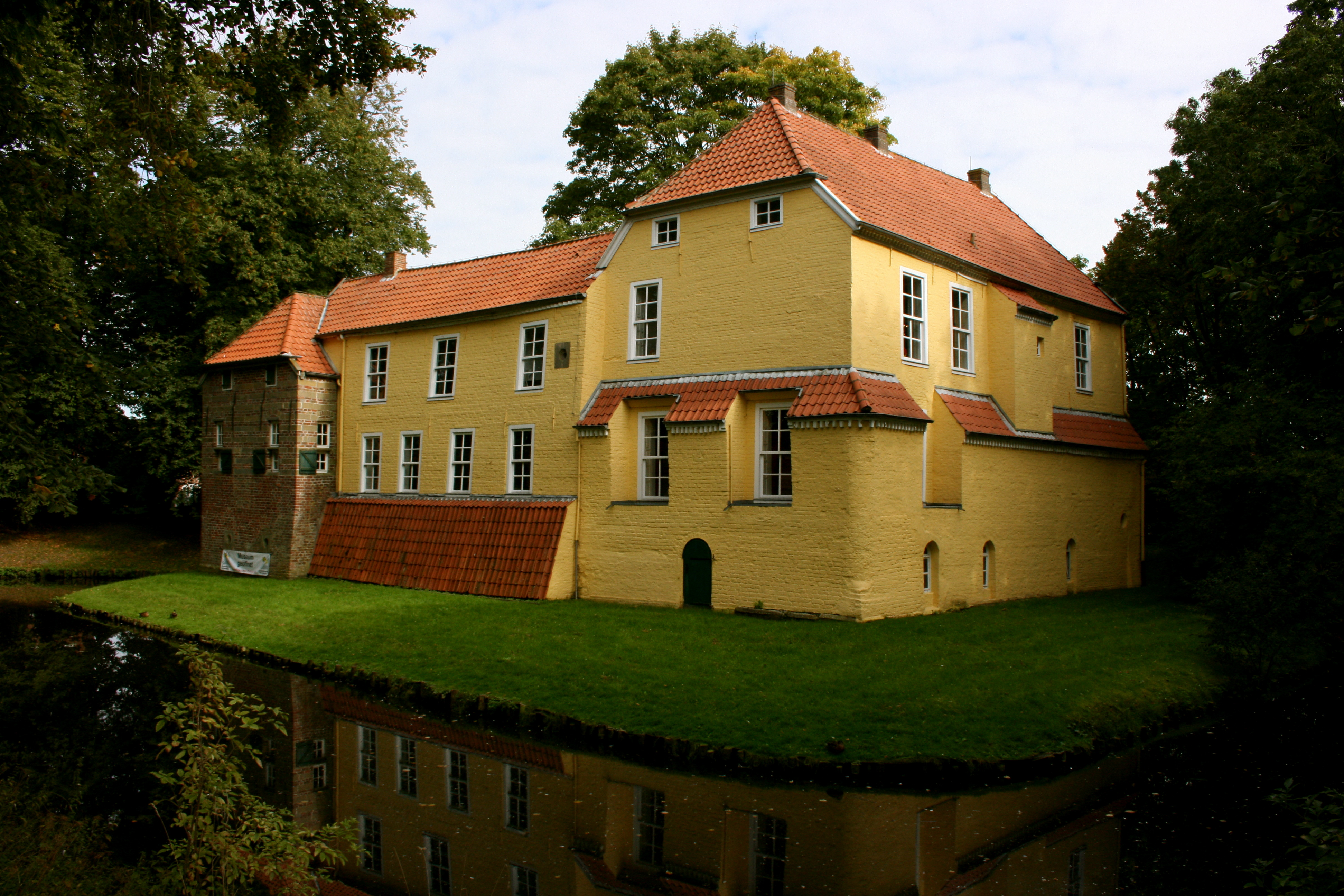
El castell Manningaburg a Pewsum

Als segles XVII i XVIII Krummhörn sovint va ser ocupat per exèrcits estrangers i hi va haver unes batalles, entre d'altres durant la Guerra dels Trenta Anys. Per aquestes operacions militars, la marejada del 1717, malalties veterinàries i una baixa general dels preus del blat a Europa la zona va sofrir un període de crisi econòmica molt dura.
El 1744 el comtat integrà el regne de Prússia, tot i que formalment va continuar existint fins a 1806. Prússia va investir en la creació de pòlders nous i van introduir la cultura de patates. Durant la Guerra dels Set Anys Krummhörn va ser ocupat dues vegades per les tropes franceses, el 1757 i el 1761. Després de la guerra, a poc a poc la producció (blat, avena i ramat) va tornar a créixer. Després de l'ocupació francesa, el 1806 va ser annexada al Regne d'Holanda, el 1810 a França i després del Congrés de Viena al Regne de Hannover. Al segle xix va conèixer una ona de despoblació, molts krummhörnencs van emigrar cap als Estats Units d'Amèrica. Després de la Guerra Austroprussiana el 1866, Prússia va tornar a annexar l'antic comtat de Frísia Oriental. La situació social va ser molt bipolar, amb d'un costat rics camperols senyorials i d'altre costat un exèrcit de pobres bracers poc educats que vivien en circumstàncies de subproletariat. Després de la Primera Guerra Mundial s'hi va crear el primer sindicat de bracers. La tensió entre els camperols conservatius i els obrers socialistes va continuar creixent. El 1924 la Gran Depressió atenyí Krummhörn: una baixa dels preus dels productes agraris va incrementar la situació dels camperols que ja van perdre el seu capital per la hiperinflació. En aquest clima de tensió social, la polarització entre el partit NSDAP i l'esquerra va aguditzar-se. Després de la Machtergreifung (1933) els nazis van començar la persecució dels seus oponents d'esquerra, dels quals uns quants van ser empresonats a camps de concentració per a «mesura de prevenció» sense cometre cap delicte.
Durant la Segona Guerra Mundial va haver-hi uns bombardejos, però els danys van quedar limitats. Els alemanys mobilitzats van ser reemplaçats per forçats francesos, belgues, serbis i més tard soviètic i polonesos. El 5 de maig del 1945, Krummhörn va ser ocupat per l'exèrcit canadenc.
L'1 de juliol de 1972, els dinou nuclis, fins aleshores municipis independents, van fusionar.

### Nuclis
Nombre d'habitants el 2008 entre parèntesis
| - Campen (507) - Canum (293) - Eilsum (612) - Freepsum (406) - Greetsiel (1553) - Grimersum (604) - Groothusen (483) | - Hamswehrum (493) - Jennelt (384) - Loquard (621) - Manslagt (413) - Pewsum (3289) - Pilsum (594) | - Rysum (730) - Upleward (405) - Uttum (505) - Visquard (720) - Woltzeten (200) - Woquard (191) |

### Llocs d'interès
- El mar de Wadden
- El nucli antic de Greetsiel
- El port de Greetsiel
- El far de Pilsum
- El far de Campen, el més alt d'Alemanya
- El Castell dels Maninga a Pewsum
- La resclosa de la badia del Leybucht
- La navegació als canals
- La xarxa de senders per a vianants lents
- Els orgues: hi ha una concentració d'orgues històrics que cobreix sis segles d'història musical:[8]Orgue de Rysum

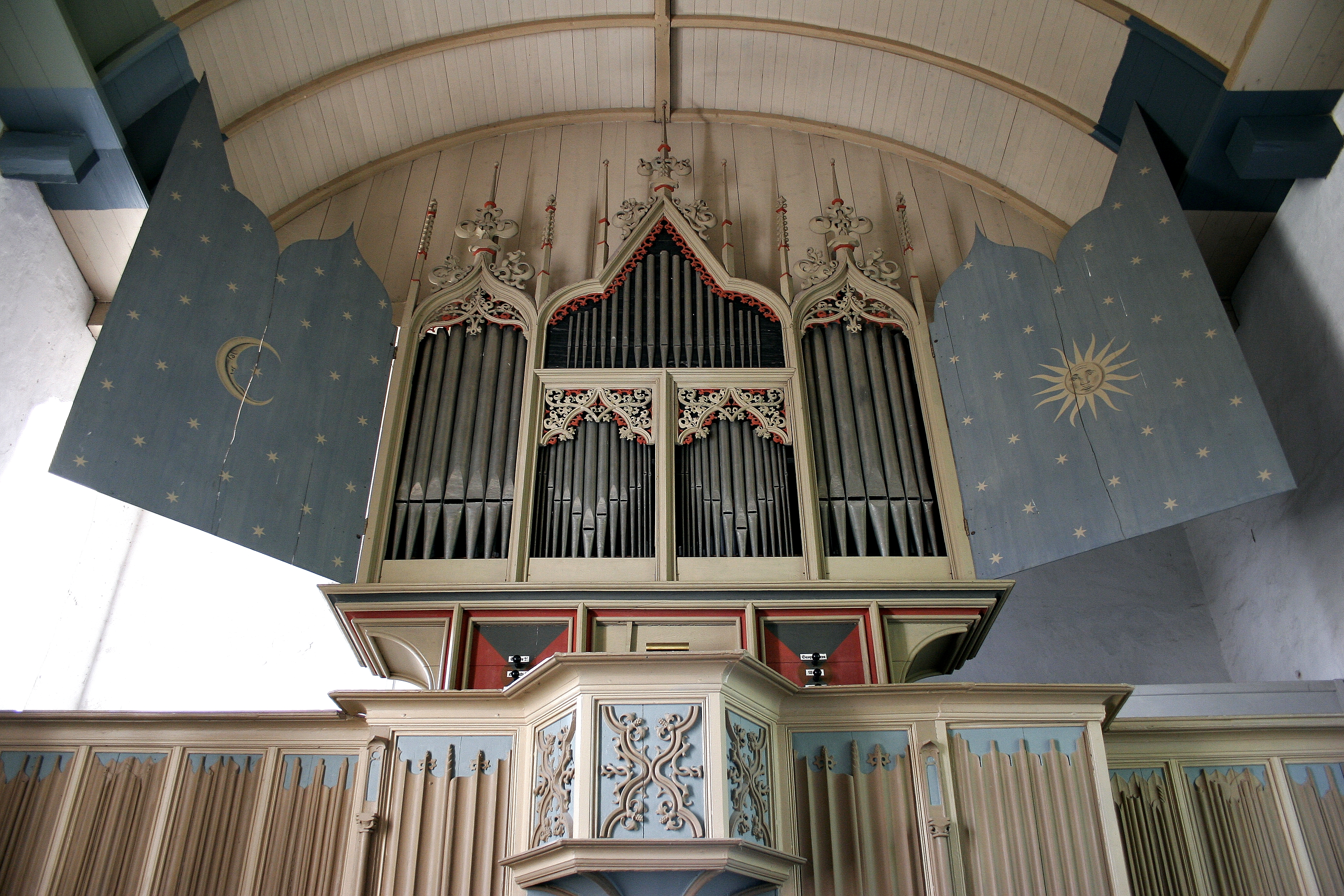
Orgue de Rysum

  - L'orgue de Rysum del 1457 és una de les més antigues del món, del qual l'estructura original va conservar-se
  - L'orgue d'Uttum (1660), que conté uns registres més antics és un dels millors del Renaixement tardiu
  - L'orgue de Pilsum(1694), de Valentí Ulric Grotian, un contemporani d'Arp Schnitger amb setze registres i dos teclats
  - L'orgue de Jennelt (1738), l'únic instrument conservat del constructor d'orgues Joan Frederic Constabel (1690-1762)
  - Els orgues d'Enric Just Müller a Manslagt (1778) i a Woquard (1804)
  - L'orgue de Groothusen (1801), de Joan Frederic Wenthin, el més gran del Krummhörn
  - L'orgue de Freepsum (1839) de Guillem Càspar Josep Höffgen
  - L'orgue de Grimersum (1958) de Jürgen Arhend
  - L'orgue de Canum (2009), una reconstrucció per Bartelt Immer de l'orgue Gerard d'Holy (1687-1736) del poble de Nesse.[9]
- Els parcs naturals
  - Parc nacional del Mar del Wadden de la Baixa Saxònia
  - El paisatge protegit del Dammspolder
  - El parc del castell de Dornu
  - El Kreihörn
  - Els prats molls i l'estany Im Ischen a Westeraccum

### Persones
- Eggerik Beninga (1490-1562), historiador
- Andreas Bodenstein (1486-1541), persona clau de la Reforma Protestant
- Ubbo Emmius (1547-1625), fundador de la Universitat de Groningen
- Hermine Heusler-Edenhuizen (1872–1955), la primera metgessa alemanya
- Ub Iwerks (1901-1977), fill d'emigrants del nucli d'Uttum

### Agermanaments
- Bad Ragaz (Suïssa)
- Vilani (Letònia)
- Grundy Center (Iowa, Estats Units)